# ウィジェットエンジン
ウィジェットエンジン（英: Widget engine）は、デスクトップ上にデスクトップウィジェットを表示・実行するソフトウェアサービス。ガジェットとも呼ばれる。デスクトップウィジェットは、情報や頻繁に使われる機能（時計、カレンダー、ニュースアグリゲータなど）へのアクセスを提供するアプレットである。

## 概要
ウィジェットエンジンは、アプリケーションソフトやデスクトップ上で動作する、小規模なアクセサリーソフトである。代表的なものとして、GoogleのGoogle Gadget、Windows Vista、Mac OS X v10.4 Tiger、Yahoo!ウィジェットなどがある。モバイルウィジェットとしては、ACCESSのNetFront Browser Widgetsがあり、コミュニティーサイトもある。ほかにもガジェットの共有サイト Yahoo!ウィジェットギャラリー、Windows Live Gallery、Adobe AIR Galleryといったものがある。
アプリケーションソフトウェアやデスクトップや携帯電話の待ち受け画面上で動作する、小規模なアクセサリーソフトもウィジェットエンジンとなる。macOSのDashboard、Windows VistaのWindowsサイドバー、Yahoo!のYahoo! Widgets（旧Konfabulator）、ACCESSのNetFront Browser Widgets、OperaのOpera Widget、KDDI /沖縄セルラー電話(au) のau oneガジェットなどが知られる。
ウィジェットエンジンとウィジェット・ツールキットとは異なる概念である。ツールキットはGUIを構築するのに使われるもので、複数のウィジェットを組み合わせて1つのアプリケーションを形成する。ツールキット内のウィジェットは単一の低レベルの機能を提供するもので、ツールキット内の他のウィジェットとやり取りするようになっている。一方、ウィジェットエンジンはエンドユーザーが使うものであり、それぞれがスタンドアロンで何らかのタスクを実行する。
デスクトップウィジェットは開発が容易であることから、様々なものが生み出されている。一般に、いくつかの画像と十数行から数百行のソースコード（XML、JavaScript、VBScriptなど）で構成可能である。ウェブブラウザのようなホストシステム上で、ウィジェットをロードして実行する。これにより、複数のデスクトップウィジェットがリソースとコードを共有して構築できるようになる。

## デスクトップウィジェット

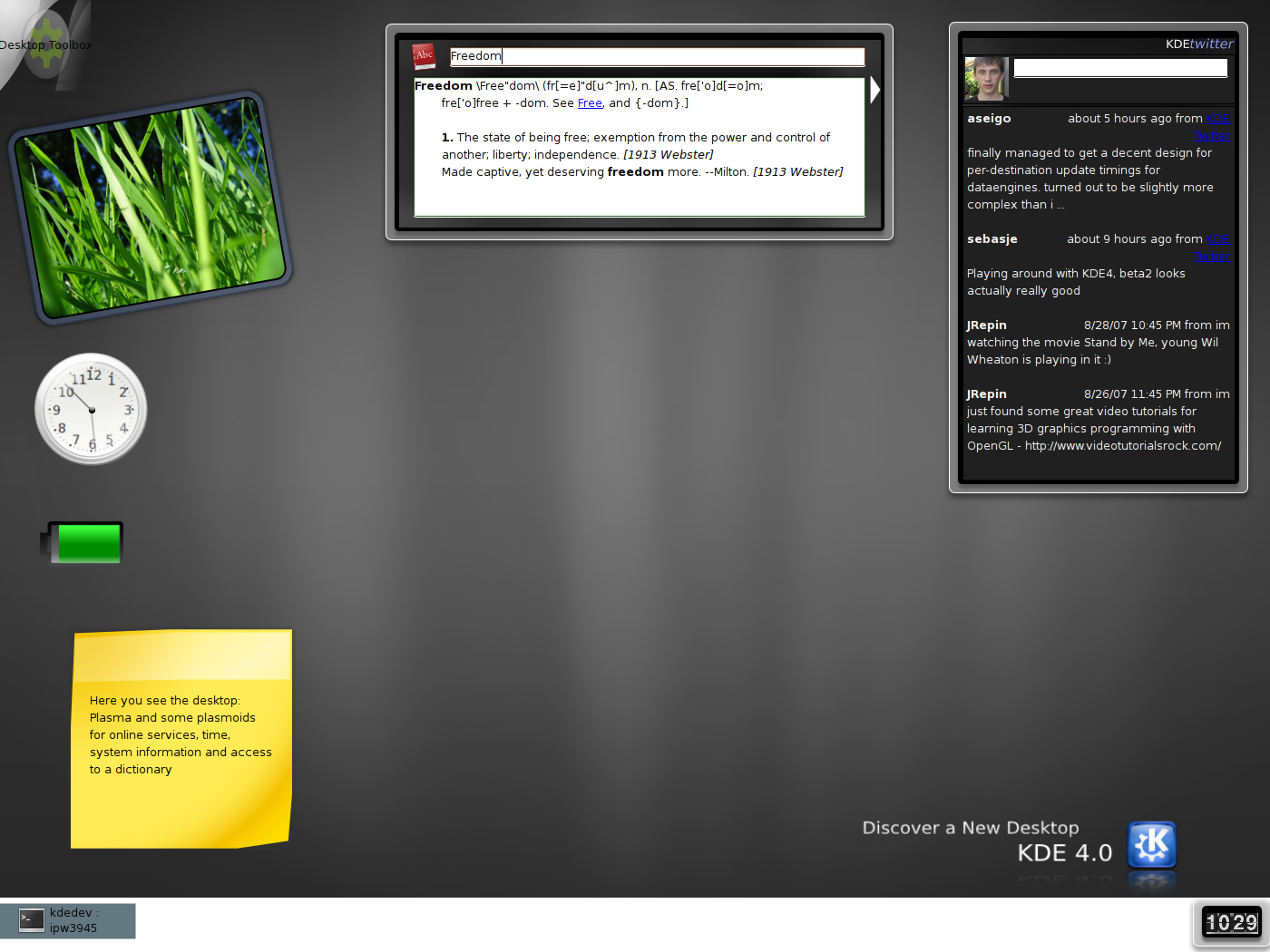
Plasmaデスクトップの初期開発バージョン。Plasmoids を表示中

ウィジェットは、ダウンロード可能な対話型ツールであり、最新ニュース表示、天気表示、時刻表示、カレンダー、辞書、地図、電卓、付箋、写真ビューワ、翻訳機などといったサービスを提供する。
具体例として、以下のようなウィジェットエンジンがある。
- Dashboard（Macintosh）
- Microsoft Gadgets（英語版）（Windows Vista、Windows Live）
- Plasma（KDE）
- gDesklets（GNOME）
- Google デスクトップ のパネルとガジェット
- Yahoo! Widget Engine
- Klip（Klipfolio（英語版））

基本的にシングルタスクであった初期の Macintosh に デスクアクセサリ と呼ばれるものがあったが、Mac OSに疑似マルチタスクが実現されると、デスクアクセサリは通常のアプリケーションと区別のつかないものになった。しかし、デスクアクセサリはインターネットにはアクセスできない。インターネットにアクセスするデスクトップ上のオブジェクトとしては、マイクロソフトの Active Desktop が最初であった。ウィジェットは1980年代ごろから趣味で開発された様々な小型フリーウェアにも似ている。
2006年11月9日、W3C の Web Application Formats Working Group から Widgets 1.0 のワーキングドラフトが発表された。ウィジェット（エンジン）は標準化の途上にある。
2000年代後半にWindows Vista・7にウィジェットエンジンが標準搭載されるなど普及が進んだものの、2012年にはマイクロソフトがWindows 8からウィジェットエンジンを削除し、Vista・7向けの公式のウィジェット配布サイトも終了した。同社はWindows 8で新たなユーザーインターフェースに注力し、またウィジェットがコンピュータの脆弱性の原因になることに注意を促している。
またデスクトップ版OperaのOpera WidgetsやYahoo!ウィジェットも開発やサービス提供の終了を表明しており、ウィジェットは過去の物になりつつある。

## モバイルウィジェット
モバイルウィジェットはデスクトップウィジェットと似ているが、携帯電話向けである。モバイルウィジェットは携帯電話の画面を最大限に有効活用したネット上の情報を利用したアプリケーションであることが多い。Java Platform, Micro Edition ベースのモバイル用ウィジェットエンジンとしては、WidSets、WidX、Webwag、BluePulse などがある。しかし、Java には携帯電話の画面上にウィジェットを表示させるような標準APIがないため、それぞれ独自に実装を行っている。
Ajaxベースのモバイルウィジェットのプラットフォームとしては、ACCESSの NetFront Widgets、オープンウェーブの MIDAS、オペラ・ソフトウェアの Opera Platform などがある。
スマートフォンやタブレットにおいては、AndroidはOS標準でホーム画面に多様なウィジェットを追加できる。iOSでは、従来ホーム画面に配置できるものはアイコンに限定され、ウィジェットを置くことはできなかったが、IOS 14よりホーム画面にウィジェットを置くことが可能になった。

## デスクトップウィジェットにおける情報フロー
デスクトップウィジェットはメモリ使用量の少ないアプリケーションで、デスクトップ上の小さい領域を使って表示される。その目的は、あまり図々しくない形でリソースも消費せずにユーザーに適切な情報を提供することである。基本的にデスクトップウィジェットは、事前設定したデータソースから情報を入手し、ユーザーの要求に応じてそれを表示する。理想的には、ユーザーの好みに応じたコンテンツを表示すべきである。ユーザーが要求する最も重要な日々の情報を提供する。デスクトップウィジェットの多くは、ベンダーのウェブサイトから自由にダウンロード可能である。